# Ovivalvula
Ovivalvula – element żeńskich narządów genitalnych u niektórych owadów.
Ovivalvula jest rodzajem płytki subgenitalnej (lamina subgenitalis). Występuje u jętek oraz u pluskwiaków różnoskrzydłych.